# 林承飛
林承飛（1997年4月8日—），為一名台灣棒球選手。目前效力中華職棒樂天桃猿，守備位置為游擊手。

## 生平

### 義務教育
林承飛在就讀桃園縣大溪鎮仁善國小時，曾是該校的棒球隊成員。升學到桃園縣新明國中時，還是在學校的青少棒隊練習。林承飛的三級棒球全部在桃園養成，進入桃園縣平鎮高中後就展現打擊天分，也提前在高一時參與青棒隊「木棒組」的訓練，其學校教練藍文成曾經稱讚他「天才型球員，球感、打擊能力天生特別出色」。

### 職棒生涯
高中畢業後，參與季中選秀，於第二輪第八順位獲得Lamigo桃猿隊的青睞，是該年度最早被指名的高中畢業生，在國體的入學資格和職業球團中選擇Lamigo桃猿隊，於同年八月初加盟，簽約金400萬元，為當時高中畢業野手中最高者。另外葉文淇（葉家淇）、蘇俊羽、張明翔等高中同屆隊友也於同一次選秀會中同時被Lamigo桃猿選入並簽約。
加入中華職棒後，同年九月就在Lamigo桃猿二軍達成完全打擊，也在一軍敲出首轟，成為中華職棒目前敲出生涯首轟中最年輕的球員。季末與林樺慶、洪聖欽前往日本職棒千葉羅德海洋隊參與秋訓。隔年由於林智勝離隊，郭嚴文因傷開刀復健，休養上半季大部分時間，因此經常獲得二壘手與游擊手的先發機會，之後並擊敗余德龍等競爭對手成為固定先發游擊，並於季中追平前統一獅羅國璋游擊防區連續守備無失誤的紀錄，最終也得到了2016年最佳十人游擊手的獎項，更於季末獲得月薪16萬元，調幅超過200%的一年約。

## 職棒生涯成績

### 中華職棒
| 年度 | 球隊       | 出賽 | 打數 | 安打 | 全壘打 | 打點 | 盜壘 | 三振 | 四死 | 壘打數 | 雙殺打 | 打擊率 | 上壘率 | 長打率 | OPS   |
| ---- | ---------- | ---- | ---- | ---- | ------ | ---- | ---- | ---- | ---- | ------ | ------ | ------ | ------ | ------ | ----- |
| 2015 | Lamigo桃猿 | 4    | 10   | 4    | 1      | 2    | 0    | 2    | 0    | 8      | 0      | 0.400  | 0.364  | 0.800  | 1.164 |
| 2016 | Lamigo桃猿 | 97   | 345  | 106  | 9      | 55   | 9    | 82   | 33   | 158    | 4      | 0.307  | 0.362  | 0.458  | 0.820 |
| 2017 | Lamigo桃猿 | 91   | 291  | 77   | 6      | 31   | 4    | 64   | 30   | 120    | 6      | 0.265  | 0.330  | 0.412  | 0.742 |
| 2018 | Lamigo桃猿 | 63   | 233  | 70   | 5      | 45   | 2    | 64   | 13   | 106    | 5      | 0.300  | 0.331  | 0.455  | 0.786 |
| 2019 | Lamigo桃猿 | 83   | 256  | 71   | 14     | 46   | 0    | 74   | 19   | 127    | 5      | 0.277  | 0.325  | 0.496  | 0.821 |
| 2020 | 樂天桃猿   | 77   | 257  | 76   | 8      | 39   | 1    | 66   | 15   | 119    | 5      | 0.296  | 0.333  | 0.463  | 0.796 |
| 2021 | 樂天桃猿   | 99   | 323  | 86   | 7      | 52   | 6    | 86   | 20   | 126    | 10     | 0.266  | 0.304  | 0.390  | 0.694 |
| 2022 | 樂天桃猿   | 88   | 284  | 75   | 8      | 48   | 1    | 77   | 29   | 119    | 11     | 0.264  | 0.328  | 0.419  | 0.747 |
| 2023 | 樂天桃猿   | 91   | 306  | 81   | 8      | 43   | 1    | 63   | 16   | 128    | 8      | 0.265  | 0.296  | 0.418  | 0.714 |
| 2024 | 樂天桃猿   | 73   | 204  | 45   | 6      | 31   | 0    | 59   | 11   | 75     | 4      | 0.221  | 0.257  | 0.368  | 0.625 |
| 合計 | 10年       | 766  | 2509 | 691  | 72     | 392  | 24   | 637  | 186  | 1086   | 58     | 0.275  | 0.321  | 0.433  | 0.754 |

## 特殊記錄
- 2015年9月26日於二軍總冠軍賽第四戰擔任先發第八棒游擊手，單場五支四，並達成二軍總冠軍賽史上第一人完全打擊的紀錄 。
- 2015年10月12日於桃園球場對戰統一7-ELEVEn獅隊，七局下從賴泊凱手中擊出追平比數的左外野陽春全壘打，並以18歲又187天成為中華職棒有史以來最年輕擊出全壘打的球員，聯盟原記錄為目前效力於中信兄弟的外野手陳子豪的18歲又257天，他於賽後也獲得單場MVP。
- 2016年3月19日開幕戰於桃園球場對戰中信兄弟的比賽，於五局下半上來代打，首先以18歲又346天成為史上最年輕的開幕戰參賽選手，接著面對邱品睿敲出中華職棒史上第10支代打滿貫全壘打，又成為史上敲出首支滿貫砲中最年輕者，當時讓桃猿一度取得領先。
- 2017年10月31日於洲際棒球場面對中信兄弟進行2017年台灣大賽第三戰，除在第一局面對先發投手洪宸宇敲出三分打點全壘打，以20歲又206天成為中職總冠軍賽史上最年輕敲出全壘打的球員外，單場8分打點也改寫中職總冠軍賽個人單場打點紀錄 後被中信兄弟岳政華19歲277天的紀錄打破[7]；最終四場10打點的成績，更打破2005年台灣大賽興農牛隊許國隆的四場6打點紀錄，成為整個系列賽勝隊優秀球員[8]。
- 2018年4月8日21歲生日當天，於桃園球場對戰富邦悍將隊彭世，成為中華職棒史上第一位在生日當天擊出滿貫全壘打的選手[9]。
- 2021年3月31日於桃園球場對味全龍的比賽，在9局下面對味全龍終結者田澤純一擊出生涯首支再見安打。[10]
- 2023年12月3日，台北大巨蛋迎接首次正式賽事，2023年亞洲棒球錦標賽，林承飛代表中華台北對上韓國，於16,647名球迷的見證下，擊出大巨蛋史上第一支安打，最終中華隊4:0獲勝。[11]

## 軼事
- 有人（可能是啦啦隊）改編著名美國電視影集《百戰天龍》（MacGyver）的片頭曲，用於支持林承飛的應援曲。

## 外部連結
- 林承飛在台灣棒球維基館上的頁面（繁體中文）
- 林承飛在中華職棒官網
- 林承飛在Baseball-Reference.com（小聯盟以及海外聯盟）（英语）
- 林承飛的Facebook專頁

| 獎項                 | 獎項                                     | 獎項                 |
| -------------------- | ---------------------------------------- | -------------------- |
| 前任： 林智勝 陳傑憲 | 中華職棒最佳十人獎(游擊手) 2016年 2019年 | 繼任： 陳傑憲 李宗賢 |
| 前任： 林威廷        | 中華職棒總冠軍賽優秀球員獎(勝方) 2017年  | 繼任： 林泓育        |